# Orchid Digest. (Orchid Society of California)
Orchid Digest. (Orchid Society of California) (abreviado Orchid Digest) es una revista con ilustraciones y descripciones botánicas que es editada en Berkeley (California) desde el año 1937.